# Drassodes bifidus
Drassodes bifidus es una especie de araña araneomorfa del género Drassodes, familia Gnaphosidae. La especie fue descrita científicamente por Kovblyuk & Seyyar en 2009.
La longitud del prosoma del macho es de 4,5-5,3 milímetros y el de la hembra 4,8-5,7 milímetros. La longitud del cuerpo del macho es de 7,2-8,2 milímetros y de la hembra 7,6-9,2 milímetros. La especie se distribuye por Turquía.